# عزلة آل منصور (البيضاء)

تعديل مصدري - تعديل

عزلة ال منصور هي إحدى عزل مديرية ناطع في محافظة البيضاء اليمنية ويبلغ تعداد سكانها 1066 نسمة حسب التعداد السكاني في اليمن لعام 2004.